# Cyclantheropsis occidentalis
Espèce
Cyclantheropsis occidentalis Gilg & Mildbr. est une espèce de plantes à fleurs du genre Cyclantheropsis, de la famille des Cucurbitaceae.

## Description
Native du Cameroun, c’est une plante à fleur du groupe des dicotylédones. Elle est décrite comme une herbe grimpante, avec des tiges minces et des fleurs et fruits encore inconnus. On la trouve dans les zones de transition entre la savane et la forêt,.

## Distribution
Au Cameroun elle a été récoltée dans la région de l'Est, près de la route reliant Yaoundé à Deng-Deng, et à Lomié ; également dans la région du Sud, aux environs de Djoum, à Alati (Mintom).